# أندرو سيمس
أندرو سيمس (بالإنجليزية: Andrew Simms) هو اقتصادي بريطاني، ولد في 1965.